# ستيوارت هاريس
ستيوارت هاريس (بالإنجليزية: Stuart Harris)‏ هو موظف مدني أسترالي، ولد في 14 مارس 1931.